# Oyack II
Oyack II est une localité du Cameroun, situé dans la commune de Mbalmayo, le département du Nyong-et-So'o et la région du Centre.

## Établissements d'oyack
En 1963, Oyack II comptait 79 habitants, principalement des Bané. Lors du recensement de 2005, on y a dénombré 7 870 personnes.